# 鈴木健一 (アナウンサー)
鈴木 健一（すずき けんいち、1971年10月7日 - ）は、NHKのアナウンサー。

## 人物
茨城県立土浦第一高等学校を経て法政大学経営学部卒業後、1995年入局。

## 過去の担当番組
奈良放送局時代
・奈良のニュース・中継
甲府放送局時代
・山梨のニュース・中継
・まるまる山梨610
福岡放送局時代（2004年度 - 2006年7月）
・情報ワイド福岡いちばん星（サブキャスターとして、番組開始から異動直前まで交代で担当した。）
・福岡・九州沖縄のニュース
ラジオセンター時代（2006年8月 - 2008年度）
東京アナウンス室時代（1度目）（2009年度）
・ゆうどきネットワーク（不定期・リポーター）
・NHK BSニュース（不定期・主に深夜0-4時台を担当）
北見放送局時代（2010年度 - 2013年度）
長崎放送局時代（2014年度 - 2017年度）
• 放送部副部長
• イブニング長崎（編集責任者）
・長崎のニュース
日本語センター出向時代（2018年度 - 2020年9月）
東京アナウンス室時代（2度目）（2020年10月 - 2022年7月）